# Seance (película)
Seance (降霊,Kōrei) es una película de Terror Japonés del 2001, dirigida por el director de Cine Japonés Kiyoshi Kurosawa.

## Trama
Koji y Junco son un apacible matrimonio, él es técnico de sonido y ella tiene poderes extrasensoriales. Un día Koji va al bosque a grabar unos sonidos, sin darse cuenta, una niña que huye de un secuestrador se esconde en su maleta. Pasan los días y la policía pide ayuda a Junco para que les de datos de donde está la niña, con sus poderes logra descubrir que la niña se encuentra en el maletín, en su propia casa. Pero decide ocultarlo e inicia un juego, mareará a la policía para atribuirse ella el descubrimiento del paradero de la niña sin que ellos se vean involucrados en el asunto, evidentemente acabará fatal.

## Reparto
- Hikari Ishida
- Jun Fubuki
- Kôji Yakusho
- Tsuyoshi Kusanagi

## Producción
Seance, se estrenó primero en Suiza, el día 7 de agosto del 2000 y en Japón 25 de enero del 2001/ Primero en festival y 12 de mayo del 2001.

## Estreno
| Bandera                    | País (s)        | Estreno                                   | Nombre en Otros Países |
| -------------------------- | --------------- | ----------------------------------------- | ---------------------- |
| Bandera de Suiza           | Suiza           | 7 de agosto del 2000                      | ?                      |
| Bandera de Canadá          | Canadá          | 11 de septiembre del 2000                 | Seance (Ko-Rei)        |
| Bandera de Japón           | Japón           | 25 de enero del 2001/ 12 de mayo del 2001 | Kôrei                  |
| Bandera de Argentina       | Argentina       | 14 de abril de 2004                       | Séance                 |
| Bandera de Corea del Sur   | Corea del Sur   | 23 de abril del 2004                      | ?                      |
| Bandera de Francia         | Francia         | 5 de mayo del 2004                        | Séance                 |
| Bandera de Grecia          | Grecia          | 21 de noviembre del 2004                  | Seance                 |
| Bandera de República Checa | República Checa | 5 de abril del 2005                       | ?                      |
| Bandera de España          | España          | 4 de mayo del 2010                        | Séance                 |